# Moucherolle de Hammond
Empidonax hammondii
Espèce
Synonymes
- Tyrannula hammondii Xantus de Vesey

Répartition géographique
- Aire de nidification
- Voie migratoire
- Aire d'hivernage

Statut de conservation UICN

 LC  : Préoccupation mineure
Le Moucherolle de Hammond (Empidonax hammondii) est une espèce de passereau de la famille des Tyrannidae.

## Taxinomie
Cet oiseau a été décrit en 1858 par John Xantus de Vesey sous le nom scientifique de Tyrannula hammondii. Son nom fait référence à William Alexander Hammond, chirurgien de l'armée américaine. En 2023, la Société américaine d'ornithologie annonce qu'elle va procéder au changement du nom commun de cette espèce, afin que celui-ci mentionne les particularités physiques de l'oiseau, et en raison du passé esclavagiste de William Hammond,.

## Distribution
Cet oiseau se reproduit dans les forêts de l'Amérique du Nord (notamment de sapin de Douglas), du centre de l'Alaska au Four Corners. Il migre en hiver au Mexique (versant pacifique et hauts-plateaux de l'intérieur du pays).